# 가시코지마역
가시코지마역(일본어: 賢島駅)은 일본 미에현 시마시에 위치한 긴키 닛폰 철도 시마 선의 철도역이다. 이 노선의 종착역이자, 역 번호는 M 92이며, 두단식 승강장 4면 5선의 구조를 갖춘 지상역이다. 역 이름의 유래는, 가시코 섬에 소재해, 이 섬의 중앙부에 있다. 혼슈와의 떨어진 거리는 불과 20m이다.

## 타는 곳
| 1 · 2                     | □ 특급용 승강장 | (8연장) | 주로 나고야 행 특급                               |
| 2 ·3번 승강장 하차 플랫폼 |                 |         |                                                   |
| 3 · 4                     | □ 특급용 승강장 | (8연장) | 주로 오사카난바 · 오사카우에혼마치 · 교토 행 특급 |
| 5                         | ■ 보통용 승강장 | (2연장) | 도바 · 우지야마다 · 이세나카가와 방면             |

## 이용 현황
| 연도 | 승차 인원 |
| ---- | --------- |
| 1997 | 1,075     |
| 1998 | 912       |
| 1999 | 810       |
| 2000 | 866       |
| 2001 | 854       |
| 2002 | 881       |
| 2003 | 887       |
| 2004 | 894       |
| 2005 | 875       |
| 2006 | 849       |
| 2007 | 821       |
| 2008 | 846       |
| 2009 | 773       |
| 2010 | 735       |
| 2011 | 730       |
| 2012 | 769       |
| 2013 | 908       |
| 2014 | 885       |
| 2015 | 920       |

## 역 주변
- 시마 마린랜드
- 프라임 리조트 시마
- 가시코지마항
- 국도 제167호선·국도 제260호선 기점

## 인접 역
| 긴키 닛폰 철도 시마 선   | 긴키 닛폰 철도 시마 선 | 긴키 닛폰 철도 시마 선 |
| ------------------------ | ---------------------- | ---------------------- |
| M92 시마신메이 도바 방면 | M 시마 선              | 시·종착역              |